# Kamp-Lintfort Gladiators
Die Kamp-Lintfort Gladiators waren ein Football-Verein aus Kamp-Lintfort, der von 1982 bis 1994 existierte. Zu den besten Zeiten spielte die Seniorenmannschaft in der 2. Bundesliga. Die Jugendmannschaft nahm von 1988 bis 1989 und 1991 eigenständig sowie von 1992 bis 1994 in Form einer Spielgemeinschaft am Spielbetrieb teil.

## Geschichte
1982 gegründet, nahmen sie am 5. März 1983 erstmals an einem Spiel teil und spielten ab der Saison 1984 im regulären Spielbetrieb, zunächst in der 2. Bundesliga. Hier erreichten die Gladiators ohne Sieg oder Unentschieden den letzten Platz, so dass sie 1985 in der Regionalliga spielen mussten. In diesem Jahr gelang mit dem zweiten Platz der direkte Wiederaufstieg in die 2. Bundesliga, in der man von 1986 bis 1988 bleiben konnte, obwohl einige Mitglieder nach einem Streit darüber, ob die Mannschaft nach Duisburg umziehen sollte, 1986 aus dem Verein ausschieden und die Duisburg Dockers gründeten.
1988 war auch das Jahr, in dem eine Jugendmannschaft der Gladiators erstmals am Ligabetrieb teilnahm. Bis auf ein gewertetes Spiel konnte allerdings keines der Pflichtspiele gewonnen werden, auch die Senioren spielten lediglich zweimal Unentschieden gegen die Uerdingen Devils und wurden so Letzter der 2. Bundesliga West. Während sich die Senioren in der darauffolgenden Saison wieder fangen konnten und einen guten dritten Platz in der Regionalliga erreichten, brachen die Junioren vollkommen ein und verloren jedes Spiel, ohne einen einzigen Punkt zu erzielen. Ähnlich sah es 1990 aus: in der 2. Liga konnten sich die Herren gut halten, während die Jugend gar nicht am Spielbetrieb teilnahm.
Allerdings konnten die Senioren bereits 1991 ihre Saison nicht beenden, so dass man ein Jahr später in der untersten Liga starten musste. Der Nachwuchs konnte sich nur durch eine Spielgemeinschaft mit den Duisburg Dockers halten, welche bis 1994 erhalten blieb. Die Seniorenmannschaft stellte schon 1993, nach dem zweiten Jahr in der Verbandsliga, den Spielbetrieb ein.